# Asesinato de The Notorious B.I.G.
Christopher Wallace, un rapero estadounidense conocido profesionalmente como The Notorious B.I.G., fue asesinado en un tiroteo desde una Suburban en marcha del año desconocido en la madrugada del 9 de marzo de 1997 en Los Ángeles, California. Tenía 24 años.
En 2006, la madre de Wallace, Voletta Wallace, su viuda, Faith Evans, y sus hijos T'yanna Jackson y Christopher Jordan «CJ» Wallace, presentaron una segunda demanda por homicidio culposo de $400 millones contra el Departamento de Policía de Los Ángeles (LAPD) alegando que oficiales corruptos fueron responsables de la muerte de Wallace. El oficial retirado de la policía de Los Ángeles, Greg Kading, alegó que Marion «Suge» Knight, director de Death Row Records, planeó el asesinato en venganza por el asesinato de Tupac Shakur en septiembre de 1996 en un homicidio similar con disparos.

## Eventos previos
Christopher Wallace viajó a Los Ángeles, California, en febrero de 1997 para promocionar su próximo segundo álbum de estudio, Life After Death, y grabar un video musical para su sencillo principal, «Hypnotize». El 5 de marzo, dio una entrevista de radio con The Dog House en KYLD de San Francisco, en la que afirmó que había contratado seguridad porque temía por su seguridad. Wallace citó que las razones de la decisión no fueron solo la disputa hip hop en curso entre la costa este y la costa oeste y el asesinato de Tupac Shakur seis meses antes, sino que la seguridad era simplemente una necesidad para las celebridades de alto perfil en general. Life After Death estaba programado para su lanzamiento el 25 de marzo de 1997.
El 7 de marzo, Wallace entregó un premio a Toni Braxton en los Soul Train Music Awards 1997 y fue abucheado por parte de la audiencia. A la mañana siguiente, Wallace tenía programado ir a Londres, pero esto no sucedió. La noche siguiente, él y el séquito de Bad Boy Records asistieron a una fiesta posterior organizada por la revista Vibe y Qwest Records en Petersen Automotive Museum creado por Kidada Jones en la comunidad Carthay Circle de Los Ángeles. Otros invitados incluyeron a Faith Evans, Aaliyah, Chris Tucker, los hermanos Wayans, Ginuwine, Irv Gotti, Jewell, Jermaine Dupri, Da Brat, Missy Elliot, Timbaland, Kenny Burns, DJ Clue, Clark Kent, DJ Quik, Ed Lover y los miembros de las bandas Bloods y Crips.
El fotógrafo Eric Johnson dijo que se suponía que iba a fotografiar a Biggie en Los Ángeles en 1997, pero que no se le pudo identificar un lugar porque Biggie seguía recibiendo amenazas de muerte.

## Tiroteo
El 9 de marzo de 1997 a las 12:30 a. m. (PST), Wallace partió con su séquito en dos Chevrolet Suburban para asistir a una fiesta posterior en la casa de Steve Stoute en Hollywood Hills. Antes de irse, el Departamento de Bomberos de Los Ángeles cerró la fiesta temprano debido al humo y la música alta. Wallace viajó en el asiento del pasajero delantero junto a sus asociados Damion «D-Roc» Butler, el miembro de Junior M.A.F.I.A. Lil' Cease y el conductor Gregory «G-Money» Young. Sean Combs viajaba en el otro vehículo con Eugene «Gene» Deal, Tone, Stevie J y el conductor Kenny. Las dos SUV fueron seguidas por un Chevrolet Blazer que transportaba al director de seguridad de Bad Boy Records, Paul Offord, conducido por un oficial de policía de Inglewood fuera de servicio.
A las 12:45 a. m. (PST), las calles estaban llenas de gente que salía del museo. La SUV de Wallace se detuvo en un semáforo en rojo en la esquina de Wilshire Boulevard y South Fairfax Avenue a solo 50 yardas (46 m). Dos minutos más tarde, un Chevrolet Impala SS de color oscuro modelo 1994-1996 se detuvo junto a la Suburban de Wallace. El conductor del Impala, un hombre negro, bajó la ventanilla, sacó una pistola 9mm de acero azul y disparó contra la camioneta; cuatro balas alcanzaron a Wallace. El séquito de Wallace lo llevó de urgencia al Centro Médico Cedars-Sinaí, donde los médicos realizaron una toracotomía de emergencia, pero fue declarado muerto a la 1:15 a. m. (hora del Pacífico). Wallace murió a la edad de 24 años.
El informe de la autopsia de Wallace se hizo público en diciembre de 2012, quince años después de su muerte. Según el informe, tres de los cuatro disparos no resultaron fatales. La primera bala le dio en el antebrazo izquierdo y viajó hasta su muñeca; el segundo le impactó en la espalda, sin tocarle todos los órganos vitales, y le salió por el hombro izquierdo; y el tercero golpeó su muslo izquierdo y salió por la cara interna del muslo. El informe decía que la tercera bala golpeó «el lado izquierdo del escroto, causando una herida muy superficial, laceración lineal». La cuarta bala fue fatal, entró por la cadera derecha y golpeó varios órganos vitales, incluidos el colon, el hígado, el corazón y el lóbulo superior del pulmón izquierdo, antes de detenerse en el área del hombro izquierdo.
La muerte de Wallace fue lamentada por otros artistas y fanáticos del hip hop en todo el mundo. El rapero Nas sintió en ese momento que la muerte de Wallace, junto con la de Tupac Shakur, «era casi el final del rap».

## Investigación
Inmediatamente después del tiroteo, surgieron informes que vinculaban el asesinato de Wallace con el de Shakur seis meses antes, debido a las similitudes en los tiroteos desde vehículos en movimiento y la muy publicitada disputa de hip-hop entre la costa este y la costa oeste, de la cual Shakur y Wallace habían sido figuras centrales. Los informes de los medios habían especulado previamente que Wallace estaba relacionado de alguna manera con el asesinato de Shakur, aunque nunca surgió evidencia que lo implicara seriamente. Poco después de la muerte de Wallace, los escritores de Los Angeles Times Chuck Philips y Matt Lait informaron que el sospechoso clave de su asesinato era un miembro de Southside Crips que actuaba por un motivo financiero personal, en lugar del nombre de la pandilla. Sin embargo, la investigación se estancó y nadie fue acusado formalmente.
En el libro de 2002 de Randall Sullivan, llamado LAbyrinth, se compiló información sobre los asesinatos de Wallace y Shakur en base a la información proporcionada por el detective retirado del Departamento de Policía de Los Ángeles, Russell Poole. En el libro, Sullivan acusó a Marion «Suge» Knight, cofundador de Death Row Records y conocido afiliado de Bloods, de conspirar con el oficial corrupto Departamento de Policía de Los Ángeles (LAPD) David Mack para matar a Wallace y hacer que ambas muertes parecieran ser el resultado de la rivalidad del rap. El libro decía que uno de los presuntos socios de Mack, Amir Muhammad, fue el asesino a sueldo que mató a Wallace. La teoría se basó en la evidencia proporcionada por un informante llamado Psycho Mike y el parecido general de Muhammad con el compuesto facial generado durante la investigación.
En 2002, el cineasta Nick Broomfield lanzó un documental, Biggie & Tupac, basado en información del libro. The New York Times describió el documental de Broomfield como un relato «en gran medida especulativo» y «circunstancial» que se basa en evidencia endeble, sin «presentar evidencia en contra» o «cuestionar las fuentes». Además, el motivo sugerido para el asesinato de Wallace en el documental, para disminuir las sospechas sobre el tiroteo de Shakur seis meses antes, fue, como lo expresó el Times, «sin apoyo en la película».
Un artículo publicado en Rolling Stone por Sullivan en diciembre de 2005 acusó al Departamento de Policía de Los Ángeles de no investigar completamente las pistas sobre Death Row Records basadas en la evidencia de Poole. Afirmó que Combs «no cooperó completamente con la investigación» y, según Poole, alentó al personal de Bad Boy a hacer lo mismo. La precisión del artículo fue cuestionada más tarde en una carta por el editor administrativo adjunto de Los Angeles Times, quien acusó a Sullivan de usar «tácticas de mala calidad». Sullivan, en respuesta, citó al abogado principal del patrimonio de Wallace llamando al periódico «coconspirador en el encubrimiento».
Al referirse a la teoría de Sullivan y Poole que formó la base de la demanda desestimada de 500 millones de dólares de la familia Wallace contra la ciudad de Los Ángeles, The New York Times escribió: «Ha surgido una industria artesanal de especulación criminal en torno al caso, con documentales, libros y una serie de espeluznantes artículos de revistas que implican pandillas, policías corruptos y una rivalidad de rap entre países», señalando que todo lo relacionado con la muerte de Wallace había sido un «gran negocio». Más recientemente, se produjo la película City of Lies basada en la investigación de Poole y el libro de Sullivan, y eligió a Johnny Depp como Poole.
Los Angeles Times publicó teorías contradictorias sobre el asesinato en diferentes secciones del periódico. La sección Metro del Times informó que la policía sospechaba una conexión entre la muerte de Wallace y el escándalo de corrupción de la policía de Rampart, de acuerdo con la teoría de Sullivan y Poole. La sección de Metro también publicó una foto de Muhammad, identificado por la policía como un corredor de hipotecas no relacionado con el asesinato que parecía coincidir con los detalles del pistolero, escribiendo su nombre y licencia de conducir. Sin embargo, Chuck Philips, redactor de la sección de Negocios del Times, buscó a Muhammad, a quien los reporteros de Metro no pudieron encontrar para hacer comentarios. Solo tomó tres días encontrar a Muhammad, quien tenía un anuncio actual de su negocio de corretaje en el Times.
Muhammad, que no era un sospechoso oficial en ese momento, se acercó para limpiar su nombre. La sección Metro del periódico se opuso a publicar una retractación, pero el editor de la sección de negocios, Mark Saylor, dijo: «Chuck es una especie de autoridad mundial sobre la violencia del rap» y presionó, junto con Chuck Philips, para el Times para retractarse del artículo. En un artículo de corrección escrito por Philips en mayo de 2000, se cita a Muhammad diciendo: «Soy un corredor de hipotecas, no un asesino», y preguntando: «¿Cómo puede algo tan completamente falso terminar en la portada de un periódico importante?» La historia limpió el nombre de Muhammad.
Una historia posterior de 2005 de Chuck Philips alegó que un informante de la teoría de Poole-Sullivan, Psycho Mike, era un esquizofrénico con lapsos de memoria admitidos que confesaba rumores. John Cook de Brill's Content señaló que el artículo de Philips «demolió» la teoría de Poole-Sullivan sobre el asesinato de Wallace.
En el libro de 2000 The Murder of Biggie Smalls, la periodista de investigación y autora Cathy Scott sugirió que los asesinatos de Wallace y Shakur podrían haber sido el resultado de la disputa entre la costa este y la costa oeste y motivados por ganancias financieras para las compañías discográficas, porque los raperos valían la pena más muertos que vivos.
La investigación criminal sobre el asesinato de Wallace se reabrió en julio de 2006 para buscar nuevas pruebas que ayudaran a la ciudad a defender las demandas civiles presentadas por la familia Wallace. El detective retirado del Departamento de Policía de Los Ángeles, Greg Kading, que trabajó durante tres años en un grupo de trabajo contra pandillas que incluía el caso de Wallace, alegó que el rapero recibió un disparo de Wardell «Poochie» Fouse. Fouse, miembro de la pandilla Mob Piru y socio de Knight, murió el 24 de julio de 2003, luego de recibir un disparo en la espalda mientras conducía su motocicleta en Compton. Kading cree que Knight contrató a Fouse para matar a Wallace y vengar la muerte de Shakur, a través de su novia, Theresa Swann. Kading alega que Shakur fue asesinado bajo las órdenes de Combs.
En diciembre de 2012, LAPD publicó los resultados de la autopsia realizada en el cuerpo de Wallace para generar nuevas pistas. El lanzamiento fue criticado por el abogado de mucho tiempo de su patrimonio, Perry Sanders Jr., quien se opuso a una autopsia. El caso sigue sin resolverse oficialmente, a pesar de que se han encontrado una buena cantidad de pruebas.

## Demandas

### Reclamación de muerte por negligencia
En abril de 2002, la madre de Wallace, Voletta, presentó una demanda por homicidio culposo contra la ciudad de Los Ángeles basada en la evidencia defendida por Poole. Voletta afirmó que LAPD tenía pruebas suficientes para arrestar al pistolero, pero no las usó. Mack y Muhammad (alias Harry Billups) fueron nombrados originalmente como acusados en la demanda civil, pero se retiraron poco antes de que comenzara el juicio después de que LAPD y el FBI los descartaran como sospechosos.
El caso llegó a juicio ante un jurado el 21 de junio de 2004. En la víspera del juicio, un testigo clave que se esperaba que testificara, Kevin Hackie, reveló que sufrió lapsos de memoria debido a medicamentos psiquiátricos. Anteriormente había testificado sobre el conocimiento de la participación de Knight, Mack y Muhammed, pero luego dijo que los abogados de Wallace habían alterado sus declaraciones para incluir palabras que nunca dijo. Hackie asumió toda la culpa por presentar una declaración falsa.
Varios días después del juicio, el abogado de los demandantes le reveló al tribunal y al abogado de la parte contraria que había recibido una llamada telefónica de alguien que afirmaba ser un oficial de LAPD y proporcionó información detallada sobre la existencia de evidencia sobre el asesinato de Wallace. El tribunal ordenó a la ciudad que realizara una investigación exhaustiva, que descubrió evidencia previamente no revelada, gran parte de la cual estaba en el escritorio o gabinete del detective Steven Katz, principal en la investigación de Wallace.
Los documentos se centraron en las entrevistas realizadas por numerosos policías a un informante encarcelado, que había sido compañero de celda del oficial de Rampart encarcelado, Rafael Pérez, durante un período prolongado. Informó que Pérez le había contado sobre su participación y la de Mack con Death Row Records y sus actividades en Petersen Automotive Museum la noche del asesinato de Wallace. Como resultado de la evidencia recién descubierta, el juez declaró un juicio nulo y otorgó a la familia Wallace los honorarios de sus abogados.
El 16 de abril de 2007, los familiares de Wallace presentaron una segunda demanda por homicidio culposo contra la ciudad de Los Ángeles. La demanda también nombró a dos oficiales de LAPD en el centro de la investigación del escándalo de Rampart, Pérez y Nino Durden. Según el reclamo, Pérez, un presunto afiliado de Death Row Records, admitió ante los funcionarios de LAPD que él y Mack (que no fue nombrado en la demanda) «conspiraron para asesinar y participaron en el asesinato de Christopher Wallace». La familia Wallace dijo que LAPD «conscientemente ocultó la participación de Rafael Pérez en el asesinato de Wallace».
La jueza de distrito de los Estados Unidos, Florence-Marie Cooper, otorgó un juicio sumario a la ciudad el 17 de diciembre de 2007 y determinó que la familia Wallace no había cumplido con una ley de California que requería que la familia notificara su reclamo al Estado dentro de los seis meses posteriores a la muerte de Wallace. La familia Wallace volvió a presentar la demanda y abandonó los reclamos de la ley estatal el 27 de mayo de 2008. La demanda contra la Ciudad de Los Ángeles finalmente fue desestimada en 2010. Fue descrito por The New York Times como «uno de los casos de celebridades más polémicos y de mayor duración en la historia». La demanda de Wallace había pedido $500 millones de la ciudad.

### Difamación
El 19 de enero de 2007, Tyruss «Big Syke» Himes, un amigo de Shakur que estuvo implicado en el asesinato de Wallace por la revista KTTV y XXL, de la cadena Fox, en 2005, tuvo una demanda por difamación con respecto a las acusaciones desestimadas en los tribunales.